# Édouard Masson (peintre)
Pour l’article homonyme, voir Édouard Masson.
Édouard Masson, né le 16 octobre 1881 à Ivoz-Ramet et mort le 12 août 1950 à Liège, est un peintre, graveur et dessinateur belge.

## Biographie
Édouard Joseph Masson naît le 16 octobre 1881 à Ivoz-Ramet. Il est le fils de Dieudonné Joseph Masson (1849-1924), maître verrier aux cristalleries du Val-Saint-Lambert, et Lambertine Désirée Gietaert. Le couple, marié en 1880, a deux autres fils, Joseph en 1884 et Achille en 1890. Le décès de ce dernier en août 1893 provoque le déménagement de la famille à Seraing.
Édouard Masson fait ses études à l'Académie royale des beaux-arts de Liège, qu'il termine en 1901,. Il y est l'élève d'Adrien de Witte et d'Évariste Carpentier,,. Une fois ses études achevées, il continue de fréquenter la classe d'Adrien de Witte pendant 2 ans. Il est membre de la commission du jury de l'Académie royale des beaux-arts de Liège à partir de 1913.

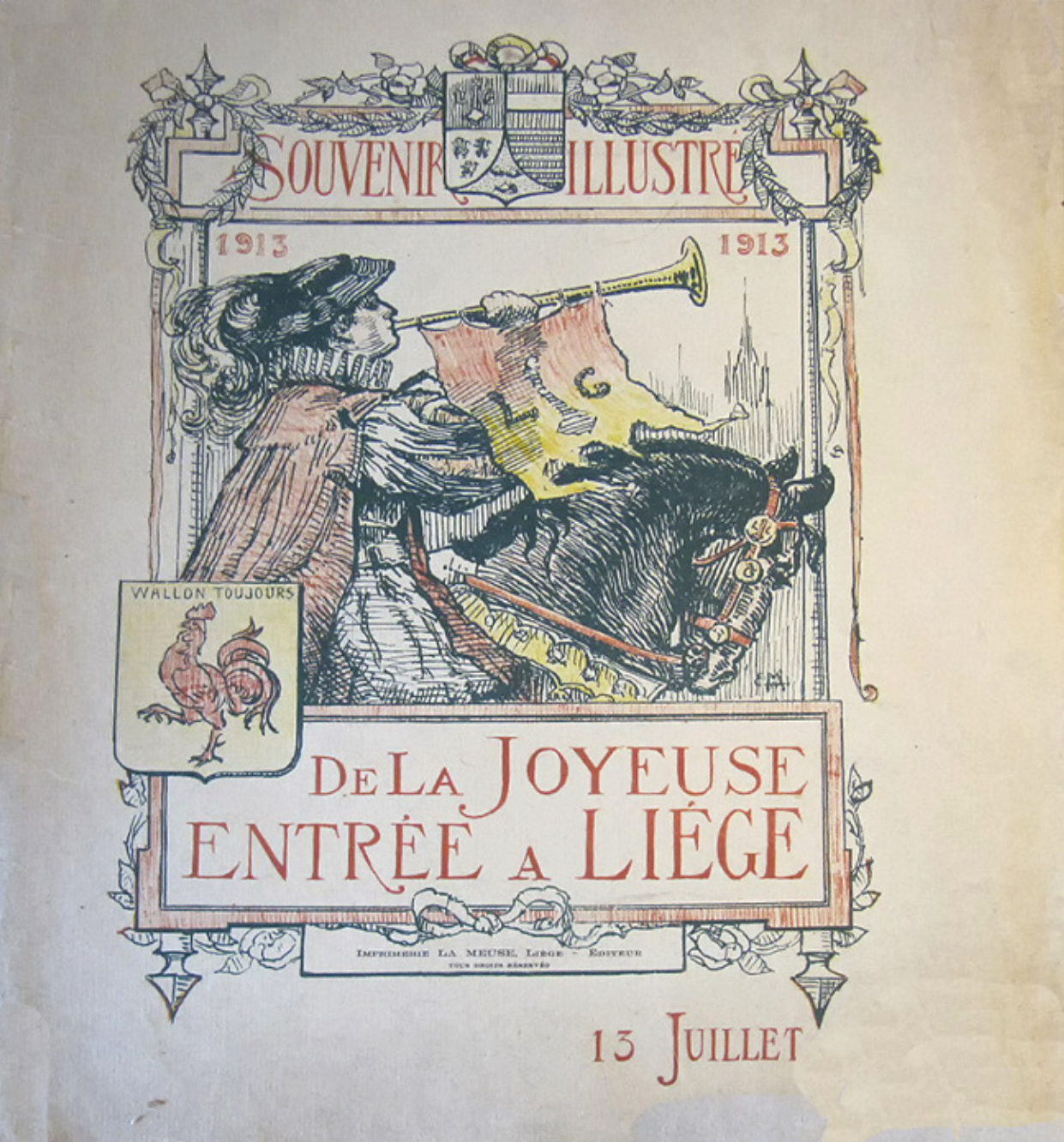
Souvenir illustré de la Joyeuse Entrée à Liège, 13 juillet 1913 (illustration de la couverture de l'album commémoratif, édité par l'imprimerie du journal La Meuse).

Il illustre la couverture de l'album que réalise le journal La Meuse pour célébrer la Joyeuse Entrée à Liège le 13 juillet 1913 d'Albert Ier et Élisabeth. Quand éclate la Première Guerre mondiale en 1914, il se porte volontaire de guerre au Premier Régiment d'Artillerie. Il en rapporte de nombreux dessins,.
À partir de 1920, il vit entre Liège et Paris,,,, où il est le peintre-portraitiste de la famille de Bauffremont. En 1925 il est nommé membre de la Société Nationale des artistes français,,. Il épouse à Paris le 16 mai 1935 Renée Florence Louise Dehousse, elle-même d'origine liégeoise.
Il s'installe de façon définitive à Liège en 1940,,. Il exerce en tant que professeur puis directeur à l'Académie des beaux-arts de Seraing,,. Le village d'Ivoz-Ramet lui rend hommage le 20 août 1949, plaçant une plaque commémorative sur la maison natale de l'artiste et organisant une exposition de ses œuvres à l'école communale.
L'artiste décède à Liège le 12 août 1950.

## Œuvre

### Style et techniques artistiques
Édouard Masson utilise différentes techniques: peinture à l'huile, pastel, dessin et gravure. Il réalise des portraits, figures, nus, scènes d'intérieur, natures mortes et paysages (principalement industriels),,,,.
Paul Piron remarque qu'il « débute par des œuvres inspirées par les sites industriels de sa région natale », ce que confirme la présentation de l'artiste dans le journal Le Cri de Liège du 29 novembre 1913 :

« Masson aimait d'errer sur les rives fumeuses de notre fleuve : il peint avec fougue les contours multiples et imposants des cheminées et des pans d'usine, l'eau qui déploie le ruban moiré de ses flots glauques, et le ciel tragique de nos sites industriels. Chez lui, il est vrai, le paysage ne tient pas la première place : c'est un moyen plutôt qu'un but, un cadre plutôt qu'un sujet ; il sert simplement à situer la scène narrée, à placer dans leur atmosphère les personnages évoqués. Si, cependant, le paysage se suffit à lui-même, l'artiste s'en tiendra là [...] »

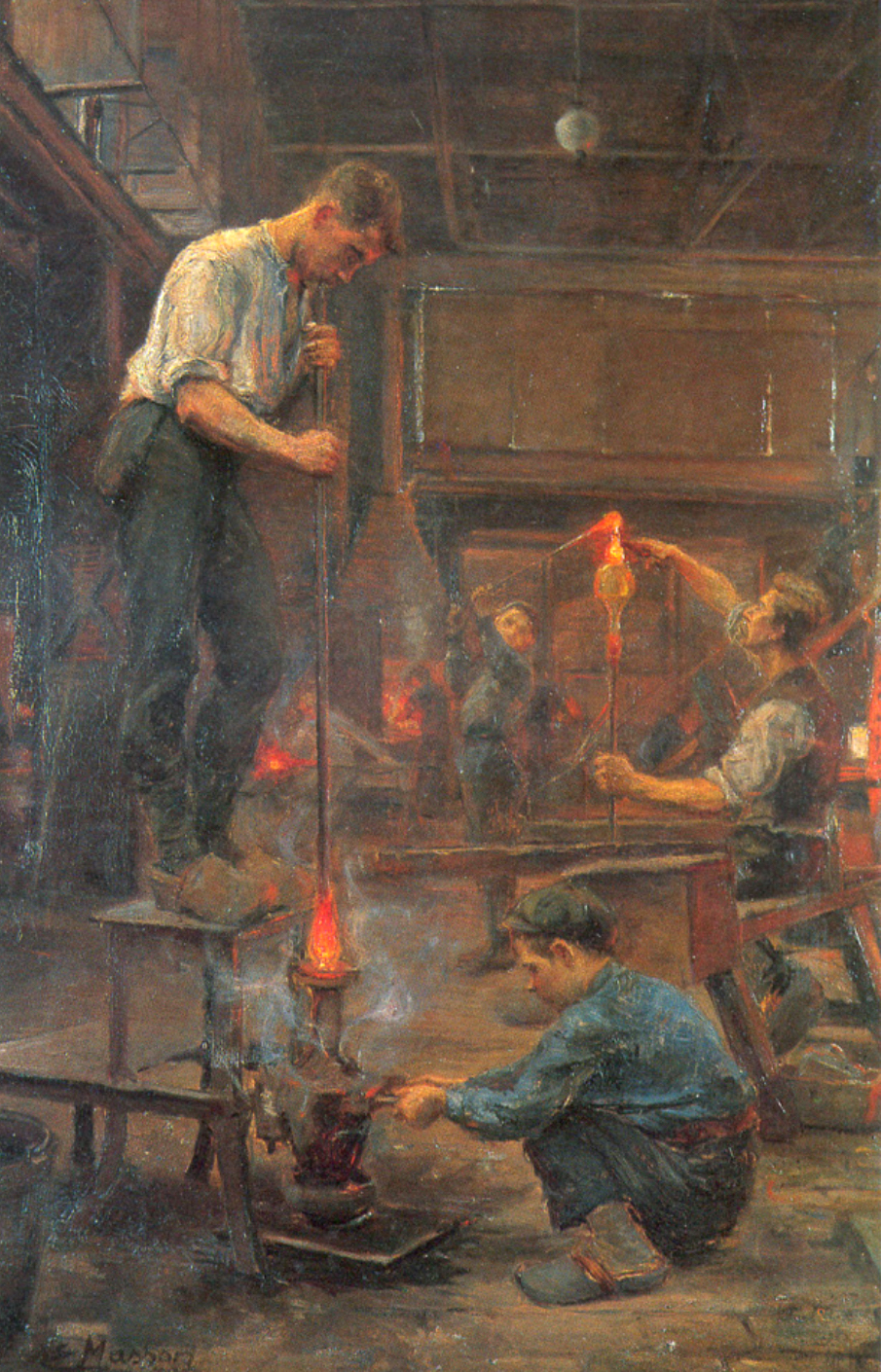
Les artisans des cristalleries du Val-Saint-Lambert, 1905 (huile sur toile), Liège, La Boverie.

Jacques Goijen, reprenant des commentaires de L. et S. Willem, abonde dans le même sens :

« Édouard Masson sera séduit très tôt par la magie enchanteresse du feu qui, sous les doigts diligents et habiles du père, fait naître ces délicates merveilles aux galbes graciles, emprisonnant de leurs facettes tout le chatoiement du creuset où l'artiste a cueilli le cristal. Magie du feu, dans ces ciels embrasés de Meuse industrielle par la périodicité des conversions aux aciéries Thomas, le défournement cyclopéen des fours à coke et les coulées étincelantes des hauts-fourneaux. »

À partir de 1920, il séjourne et expose habituellement à Paris, où il « a surtout eu du succès avec des intérieurs aristocratiques ». Jules Bosmant le corrobore en 1930 :

« Un autre Liégeois, Édouard Masson, partage son temps entre Paris et sa ville natale. Il a aussi rencontré là-bas quelques succès dans un monde, qui pour ne pas dispenser avec autorité la réputation artistique, représente avec grâce, la vieille tradition française. On y apprécie surtout les qualités de l'intimiste qui, avec méticulosité, s'attache aux intérieurs distingués et aux nobles salons des hôtels aristocratiques. »

### Catalogue et musées
Des œuvres d'Édouard Masson sont présentes dans les collections du Musée d'Art wallon (La Boverie),,,, du Musée de la Vie wallonne,, de la Province de Liège, des cristalleries du Val-Saint-Lambert, de l'administration communale de Seraing et l'Hôtel de ville de Seraing. Il a décoré les plafonds de la salle de réception de l'Hôtel de ville de Seraing,,,.

### Galerie

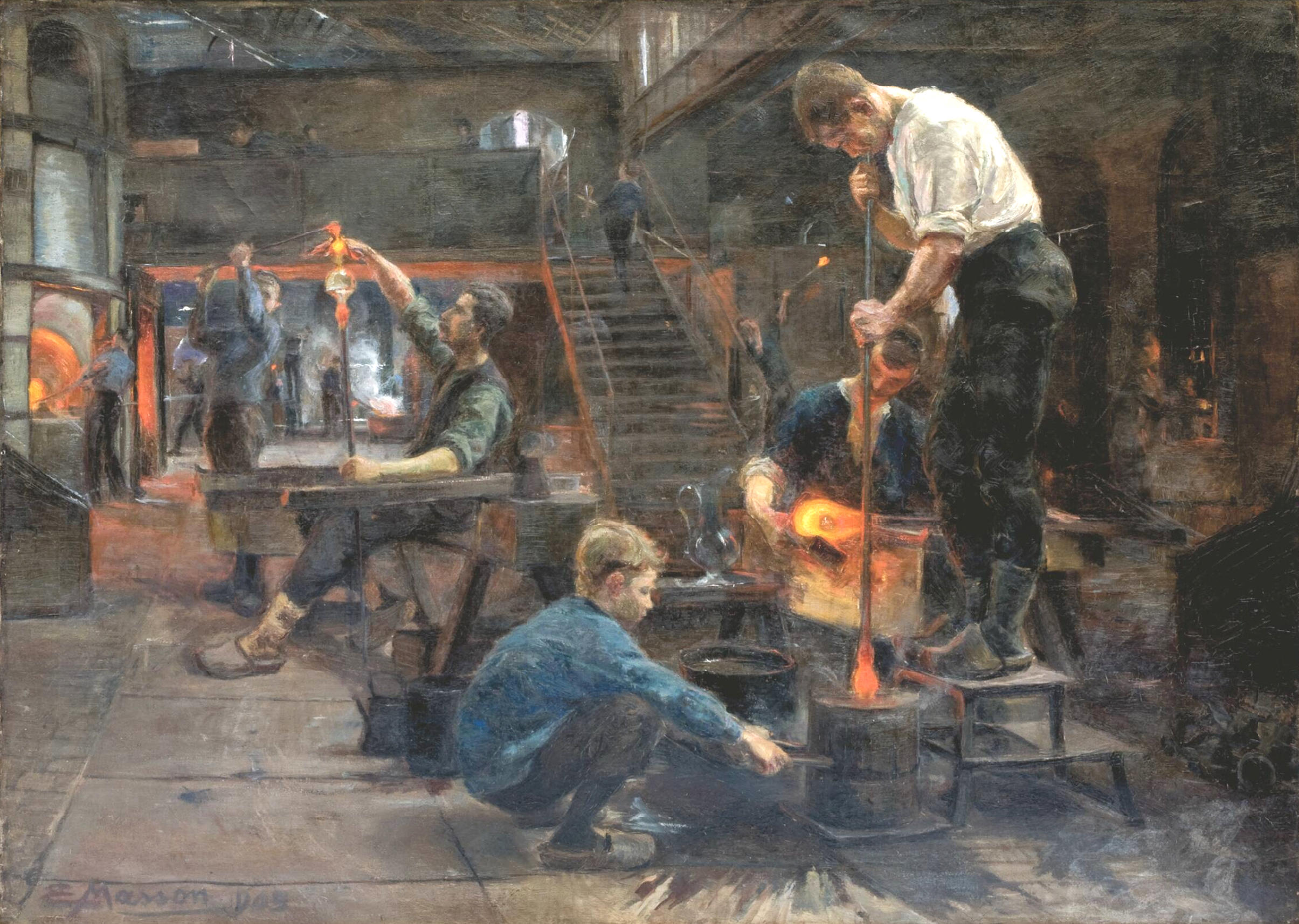
Atelier de souffleurs de verre aux cristalleries du Val-Saint-Lambert, 1905 (huile sur toile ; 90 × 125 cm), Liège, musée de la Vie wallonne.
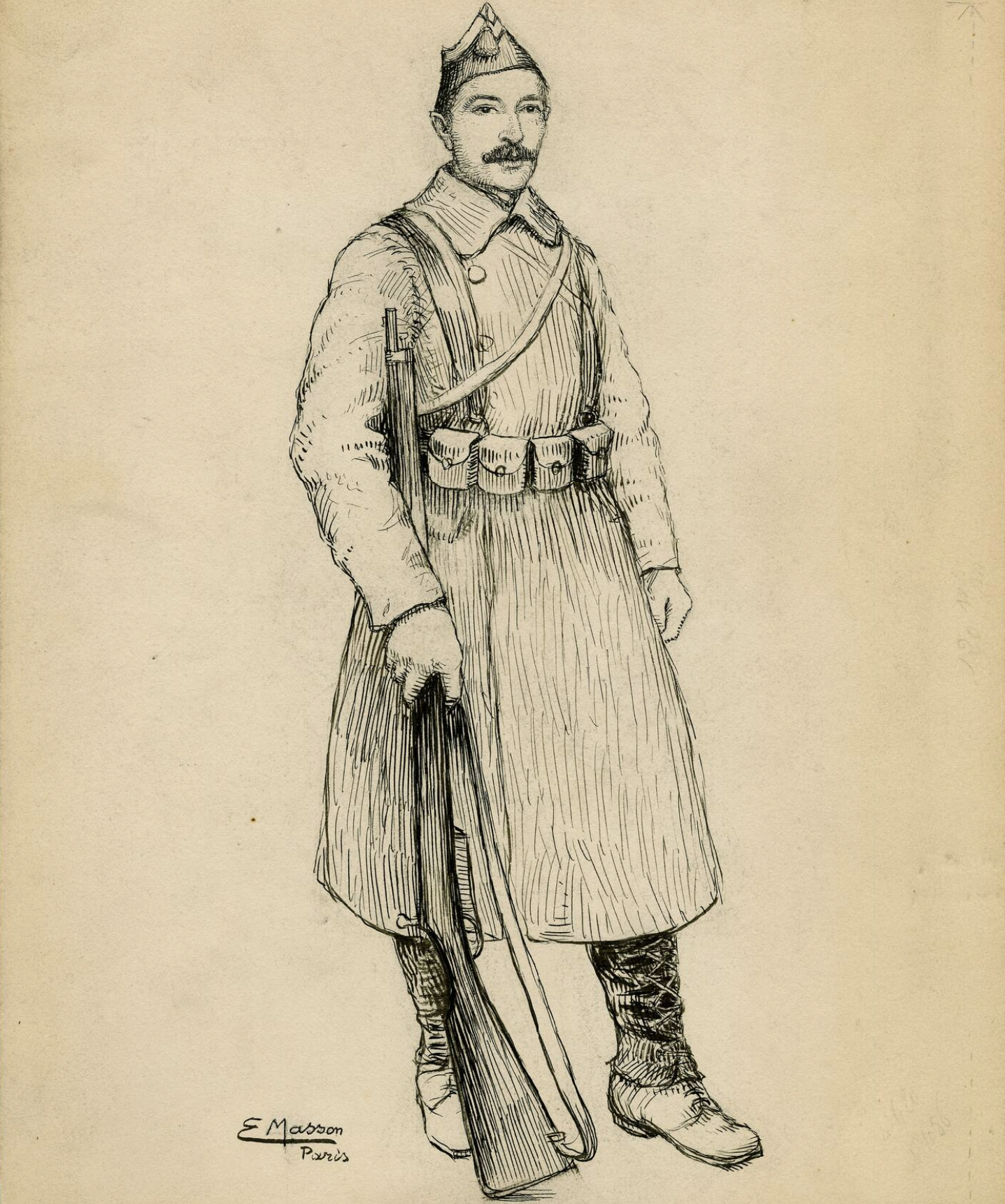
Portrait du poète wallon verviétois Alphonse Ramet, août 1918 (encre et plume sur papier ; 31,3 × 23,8 cm), Liège, musée de la Vie wallonne.
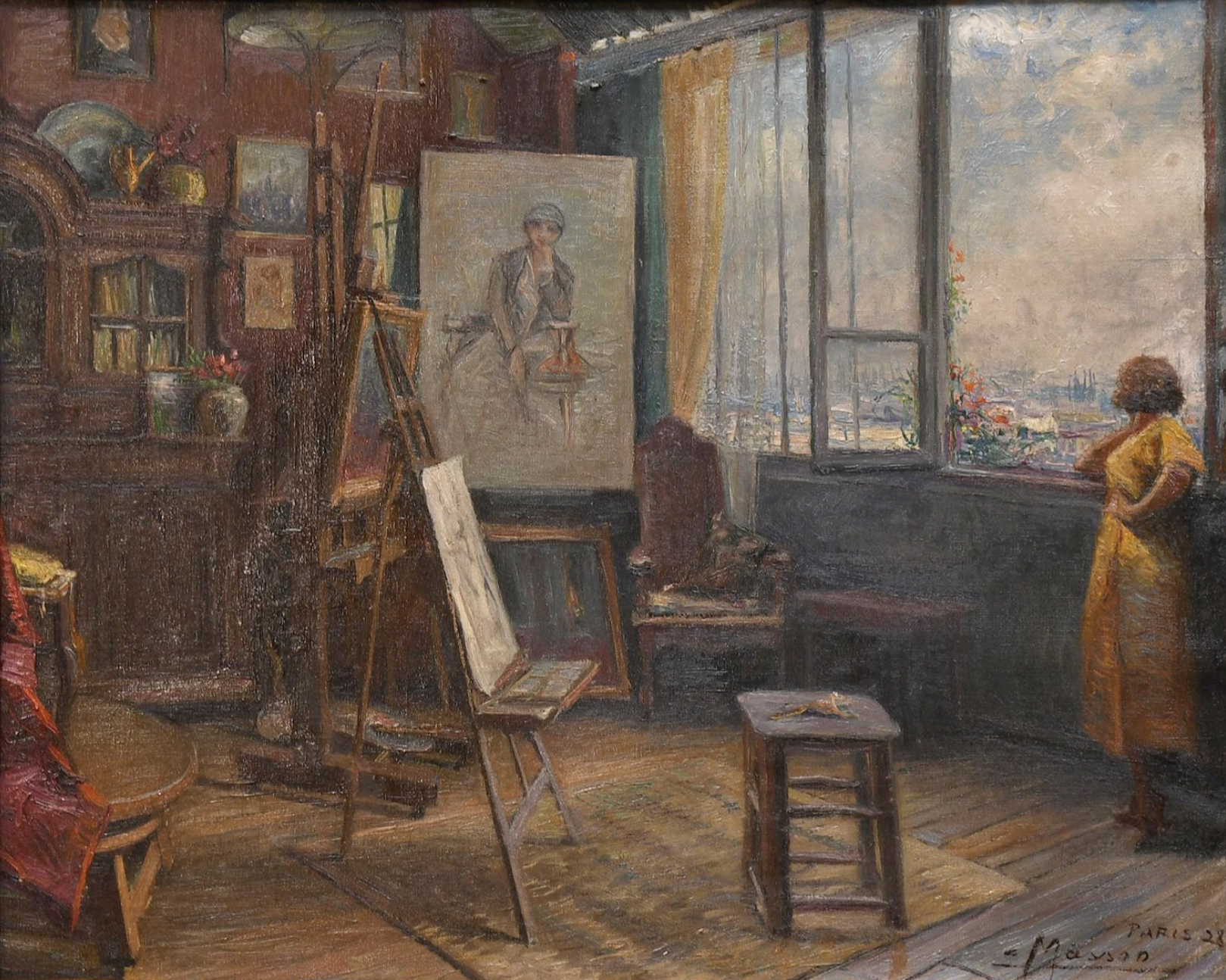
L'atelier du peintre à Paris, 1928 (huile sur toile ; 55 × 65 cm), collection privée.
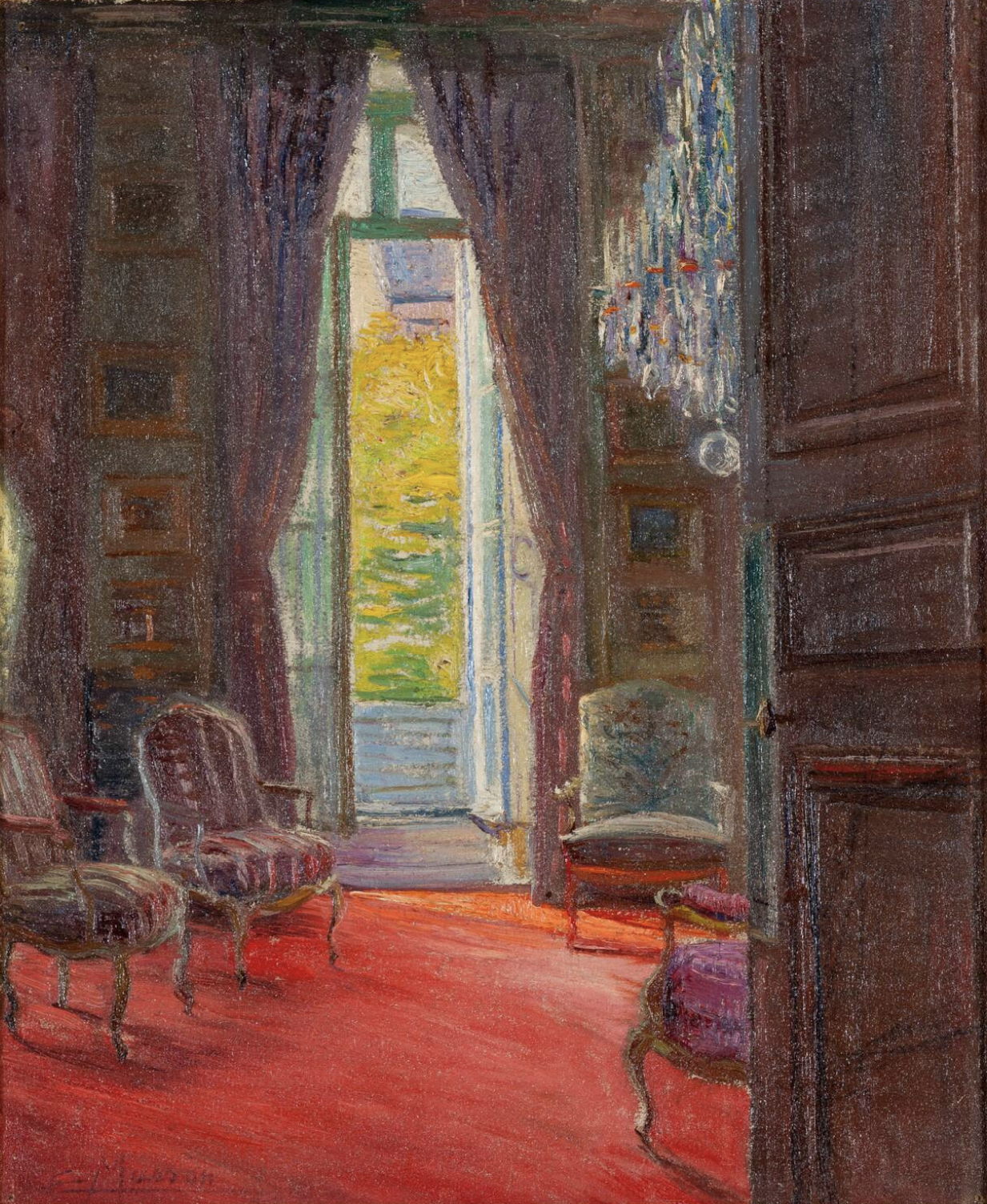
Intérieur de l'hôtel de Bauffremont, avant 1950 (huile sur toile ; 75 × 64 cm), Liège, collection artistique de la Province de Liège.

## Expositions
Il expose au Cercle royal des Beaux-Arts de Liège de 1905 à 1950,, ainsi que dans diverses galeries liégeoises dont La Meuse.
- 1907 : Édouard Masson, février, Société de l'Émulation, Liège[25].
- 1924 : Édouard Masson, du 10 au 21 février, Galerie d'art du journal La Meuse, Liège[26].
- 1936 : Salon quadriennal de Belgique, du 16 mai au 15 juin, Palais des Beaux-Arts, Liège[27].
- 1949 : Édouard Masson, août, école communale, Ivoz-Ramet[14].
- 1964 : 125e anniversaire de l'Académie royale des Beaux‑Arts, du 11 avril au 10 mai, Musée des Beaux-Arts, Liège[28].Heure calme, 1910 (huile sur toile ; 110 × 130 cm), Liège, La Boverie.

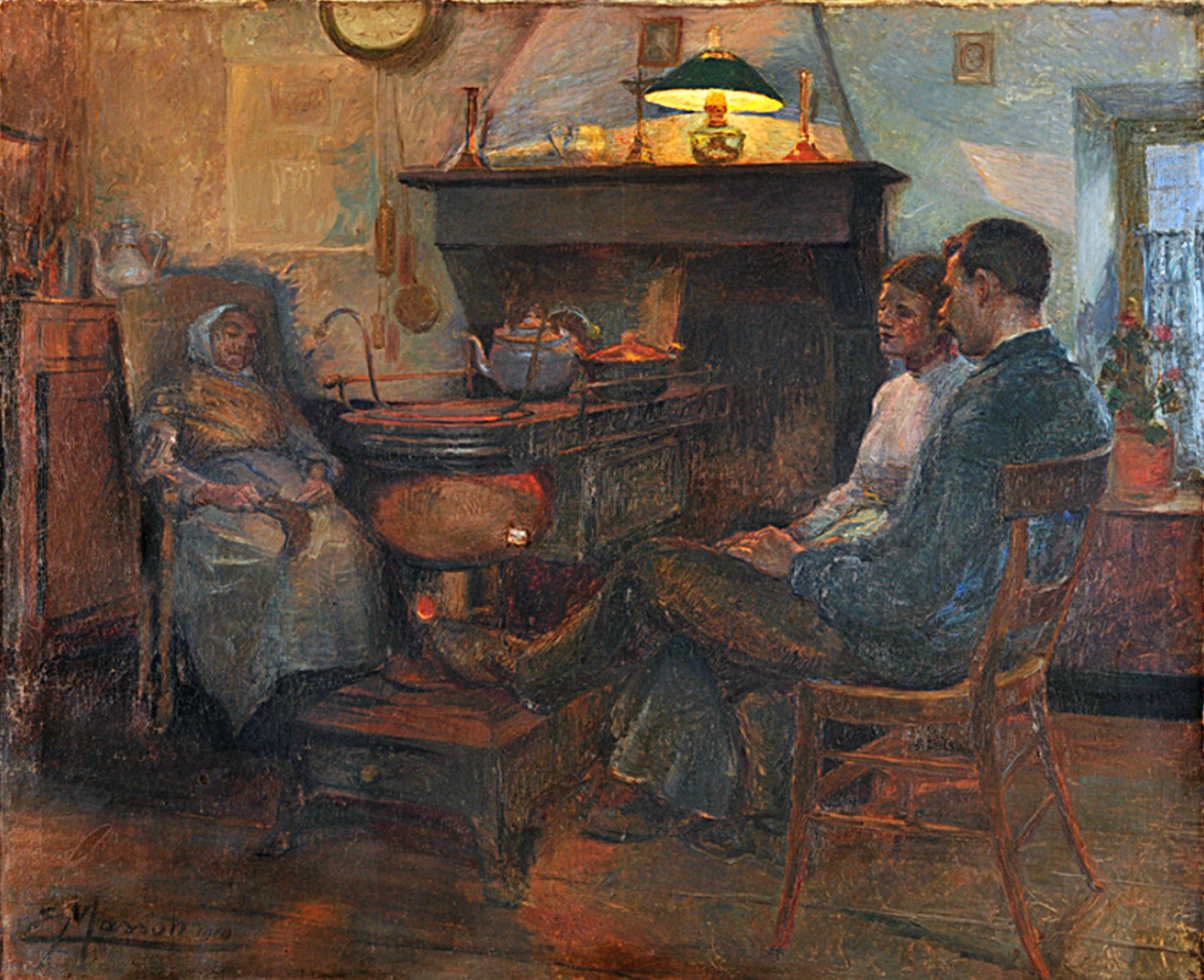
Heure calme, 1910 (huile sur toile ;), Liège, La Boverie.

- 1992 : Le Cercle royal des Beaux-Arts de Liège 1892-1992, du 18 septembre au 20 avril 1993, Cercle royal des Beaux-Arts, Liège (Heure calme est la toile exposée d'Édouard Masson)[29].

## Prix, distinctions et hommages
- 1901 : premier prix de dessin, premier prix de peinture, premier prix de composition et premier prix d'expression de l'Académie royale des beaux-arts de Liège[7].
- 1902 : prix Léopold Donnay[3],[5].
- 1910 : médaille à l'Exposition internationale des beaux-arts de Bruxelles[3],[5],[25].
- 1949 : le village d'Ivoz-Ramet lui rend hommage le 20 août, plaçant une plaque commémorative sur la maison natale de l'artiste[14].